# Parque nacional Kruger

Estanque del parque dónde se concentran los avistamientos de animales en verano.

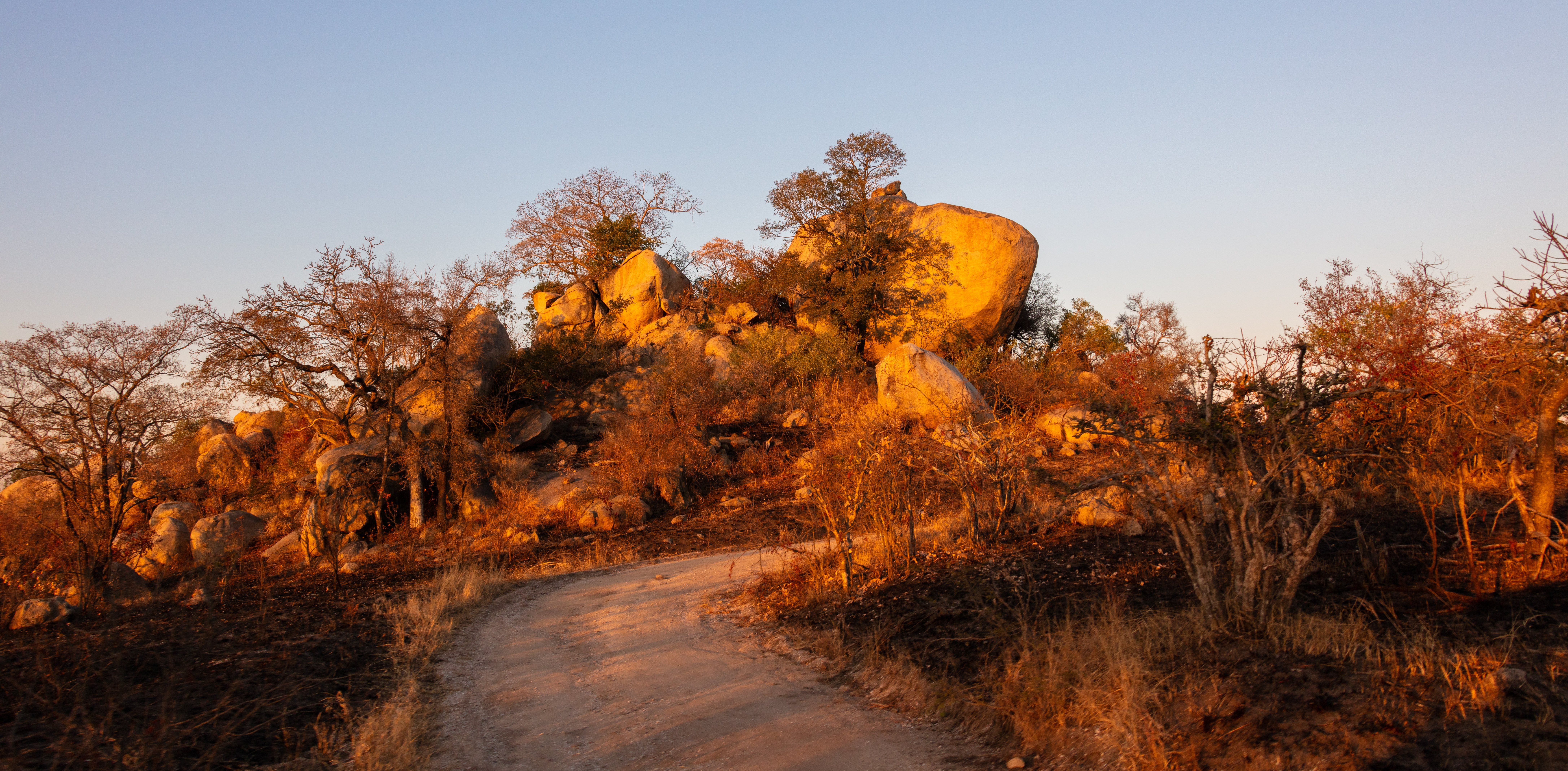
Paisaje en el parque al salir el sol.

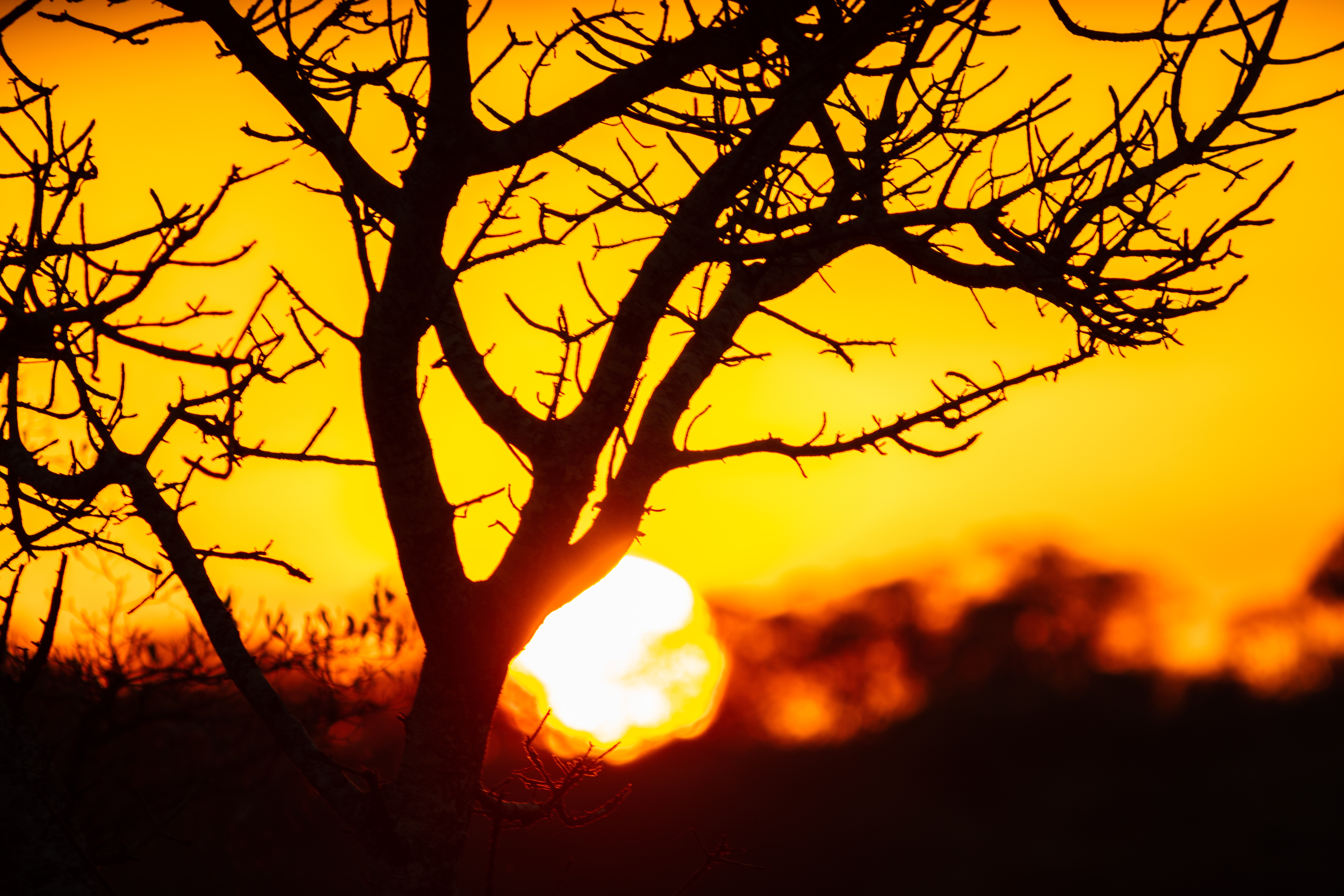
Puesta de sol en Kruger.

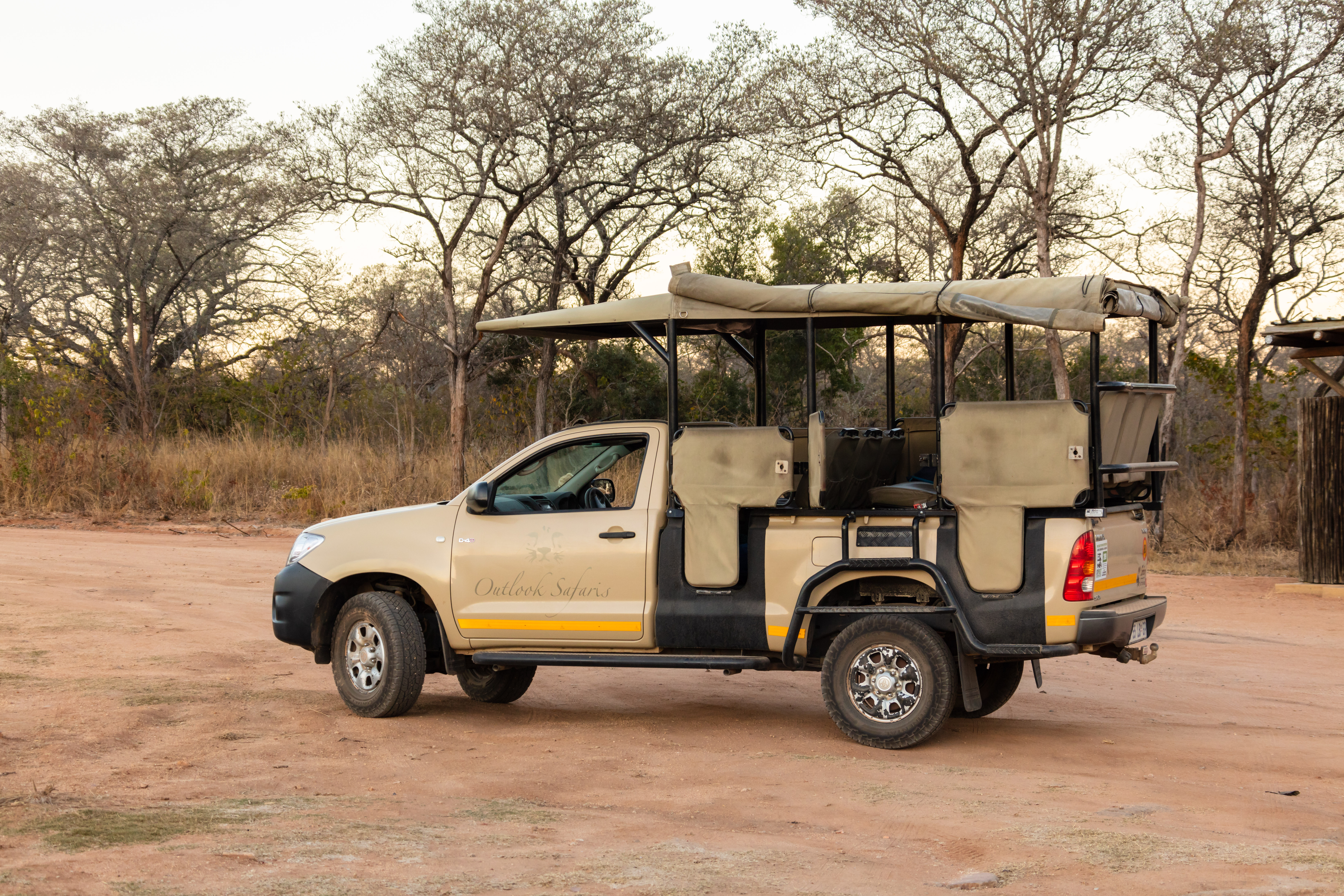
Toyota Hilux D4-D adaptado a las visitas de turistas en el parque.

El Parque nacional Kruger es un parque nacional situado en el extremo noreste de Sudáfrica. Constituye la reserva de animales más importante del Sur de África, con 18 989 km², extendiéndose 350 km de norte a sur y 60 km de este a oeste.
Al oeste y al sur del parque nacional Kruger hay dos provincias sudafricanas: Mpumalanga y Limpopo. Al norte está Zimbabue y al este se encuentra Mozambique. 
Ahora es parte del Parque transfronterizo del Gran Limpopo, un parque de la paz que vincula al parque nacional Kruger con el parque nacional Gonarezhou en Zimbabue y al parque nacional Limpopo en Mozambique. 
Los cañones del parque Kruger han sido nombrados Reserva de la Biosfera por la Unesco.

## Historia

### Características
En esta área se ha encontrado evidencia de humanos primitivos que datan de 1,5 millones de años a. C. El pueblo Bushmen también residió en el área hace unos 100 000 años a. C. En el año 200, el primer pueblo de lengua nguni, en busca de mejores terrenos para su ganado, migró hacia el sur, asentándose en el área y desplazando a los Bushmen. 
Hacia el año 800, los árabes llegaron en busca de esclavos, usando los puertos de Mozambique. También surgió una civilización en las regiones al norte del parque, que construyó la Ciudadela de Piedra Thulamela, ocupada entre 1250 y 1700. Asimismo, extrajeron mineral de hierro de más de doscientas minas, convirtiéndolo en hierro para trueque.
El primer europeo que exploró el área fue el holandés François de Cuiper, que lideró la expedición de la Compañía Holandesa de las Indias Orientales desde la Colonia del Cabo en 1725. Sin embargo, los expedicionarios fueron atacados por los locales cerca de Gomondwane.
Alrededor del año 1838, durante el Gran Trek, los Voortrekkers Louis Trichardt y Hans van Rensburg exploraron Lowveld. 
En 1845, Giovanni Albasini, un italiano de 18 años de edad, se convirtió en el primer europeo en asentarse en el área. Se quedó varado en Mozambique y se dirigió al oeste, donde construyó una casa y abrió una tienda cerca de lo que hoy es Pretoriuskop. Casi al mismo tiempo, se establecieron rutas de carretas a través del Lowveld que unían la República de Transvaal a la Bahía Delagoa (Maputo).
En septiembre de 1873 se descubrió oro por primera vez en Pilgrim's Rest y luego en el año 1881 en Barberton. Los buscafortunas se precipitaron a Lowveld, la perspectiva de encontrar oro desvaneció todos los miedos a leones, cocodrilos y a la enfermedad de la malaria. Este hecho provocó una dramática declinación de la vida animal en la región, debido a la caza y comercio de sus cuernos y pieles.

### Coto de Caza
En 1896, el virus Rinderpest azotó a la mayor parte de la fauna salvaje y al ganado de la región. Con el objetivo de preservar a los animales de caza para futuros cazadores, el Volksraad de Transvaal votó a favor de un pequeño gobierno del coto de caza. Los fondos para el Coto de Caza Sabie fueron asignados el año 1898, pero estalló la guerra. Después de la segunda guerra bóer, el mayor (más tarde teniente coronel) James Stevenson-Hamilton fue nombrado el primer guardián en 1902 y pocos meses después, se agregó el área desde el río Sabi hasta el río de los Olifants.
El área que está mucho más al norte, ganó la protección en 1903 pasando a ser el Coto de Caza Singwitsi. Esa zona incluyó la Esquina de Crook, una pequeña lengua de tierra triangular entre los ríos Luvuvhu y Limpopo, donde se encuentran las fronteras de Mozambique, Sudáfrica y Zimbabue. 
En la década de 1900, esta área era un refugio seguro para los pistoleros, cazadores furtivos, fugitivos y cualquiera que buscase esquivar la ley. Era un salto fácil para cruzar cuando la policía de cualquier país andaba cerca. Existe una gran placa conmemorativa del legendario cazador de marfil Cecil Barnard (Bvekenya), que se escondió en una isla en medio del Limpopo para evitar ser rastreado por la policía montada en la década de 1920. Irónicamente, Barnard más tarde se convirtió en un policía montado. Una estación de policía fue construida en ese lugar con posterioridad.
Como resultado de cerca de un siglo de caza desenfrenada, virtualmente ya no había animales en las reservas y con la reputación de la malaria de Lowveld como la tumba del hombre blanco, Stevenson-Hamilton alejó a todos los habitantes de las reservas. Además, él y sus asistentes comenzaron a disparar a los depredadores para aumentar las manadas de antílopes.

### Parque nacional
Stevenson-Hamilton tuvo éxito en el uso de dicho sistema para detener la llegada masiva de turistas. Por el año 1916 una comisión gubernamental fue nombrada para estimar el futuro de las reservas. En 1926, como un acto de reconciliación, la administración británica redenominó las reservas como Paul Kruger y declaró que sería el primer parque nacional de Sudáfrica. 
En 1927, el parque abrió al público, cobrando una entrada de £1. Sólo un puñado de vehículos visitaron el parque ese año, pero para 1935 alrededor de 26 000 personas traspasaron la entrada. En la actualidad, el número de visitantes asciende a 1,25 millones al año. Stevenson-Hamilton se sorprendió de que los leones se convirtieran en la atracción principal y cesó la matanza indiscriminada de los depredadores. Stevenson-Hamilton se retiró en 1946 y falleció en 1957.
En la década de 1960, en un esfuerzo para aumentar el número de animales de caza, comenzó el proyecto Agua para la Vida Salvaje y se erigieron 300 molinos de viento en todo el parque. Los pozos de agua atrajeron animales de caza al área. 
Al principio pareció una buena idea, pero décadas después los resultados mostraron que junto con los impalas y cebras también fueron atraídos más depredadores al área. Antes de la construcción de los pozos de agua, estas áreas más secas, alimentaron al antílope ruano, el cual es mucho más fácil de cazar por los leones y no fueron capaces de competir. El parque comenzó a cerrar los pozos de agua y dejó que la naturaleza siguiera su curso.

### Modernización
En 1991, Robbie Robinson asumió como Gerente General (CEO) del Directorio de Parques nacionales de Sudáfrica. Robinson inició la transición del parque a la nueva Sudáfrica. Uno de sus muchos logros fue retirar las rejas que separaban el borde oeste del parque de numerosos pequeños cotos de caza privados, permitiendo que los animales deambularan libremente entre los cotos de caza privados y el parque nacional Kruger. 
El año 1998, fue elegido el primer director negro del parque. David Mabunda es actualmente el CEO de la Dirección de Parques nacionales de Sudáfrica.
Con la formación del Gran Parque Transfonterizo de Limpompo, actualmente grandes e insostenibles hordas de animales del parque nacional Kruger pueden ser reubicadas en los parajes vírgenes cercanos. La guerra devastó 300 km² del parque nacional Limpopo en Mozambique (anteriormente conocido como Coutada 16), este comenzó a recibir animales el año 2001.
El 21 de octubre de 2002, el Aeropuerto Internacional Kruger Mpumalanga abrió sus puertas cerca de Nelspruit, a unos 63 km de la entrada al parque más cercana. Se espera que este aumente la accesibilidad al parque desde los grandes centros poblacionales de Sudáfrica, como Durban, Ciudad del Cabo y Johannesburgo. A pesar de su nombre, este aeropuerto no maneja volúmenes notables de tráfico internacional en esta etapa. De hecho, no es especialmente comercial, con sólo South African Airlink y un par de pequeños operadores de vuelos comerciales en funcionamiento.

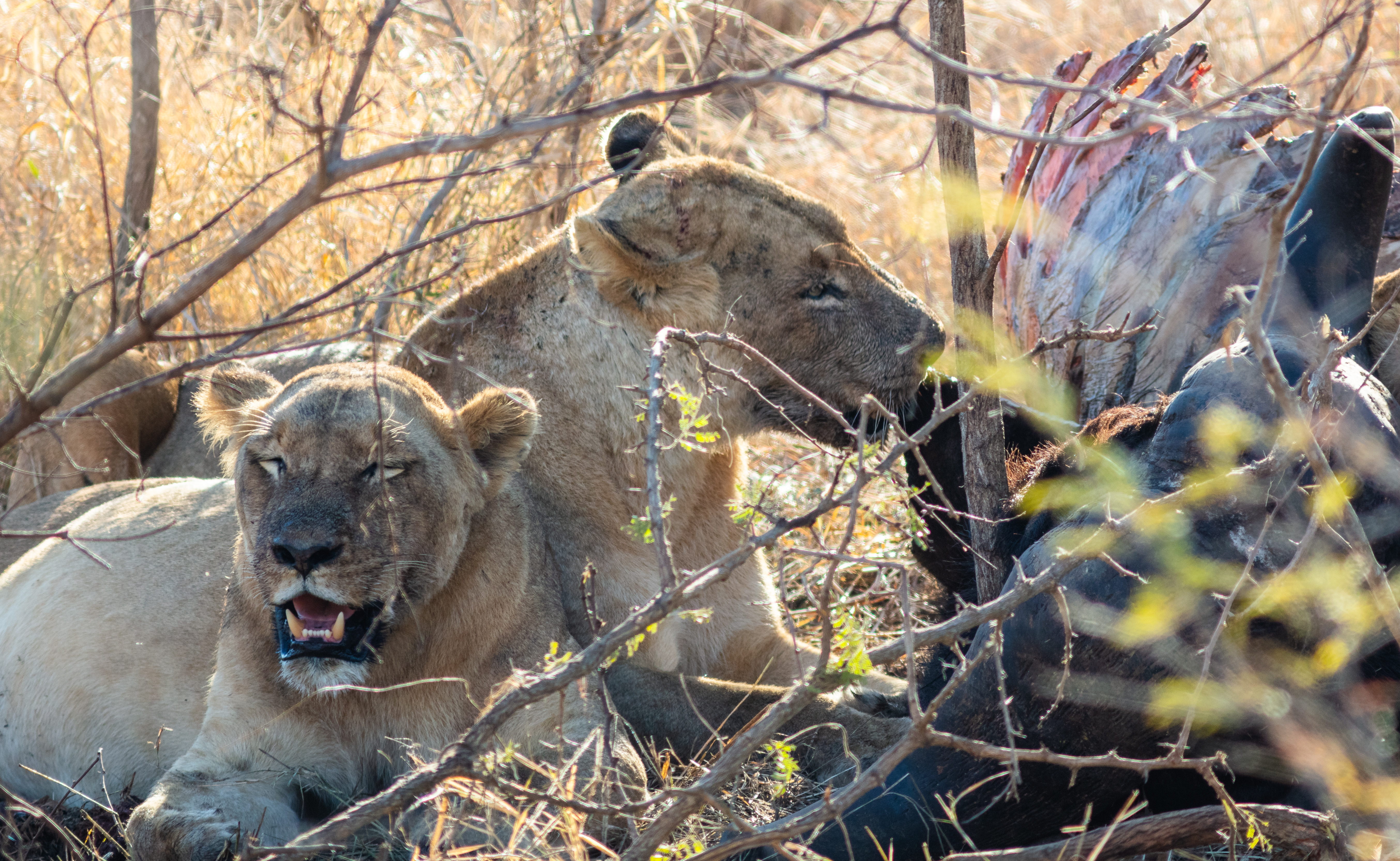
Leones hembra devorando un búfalo en el parque nacional Kruger.

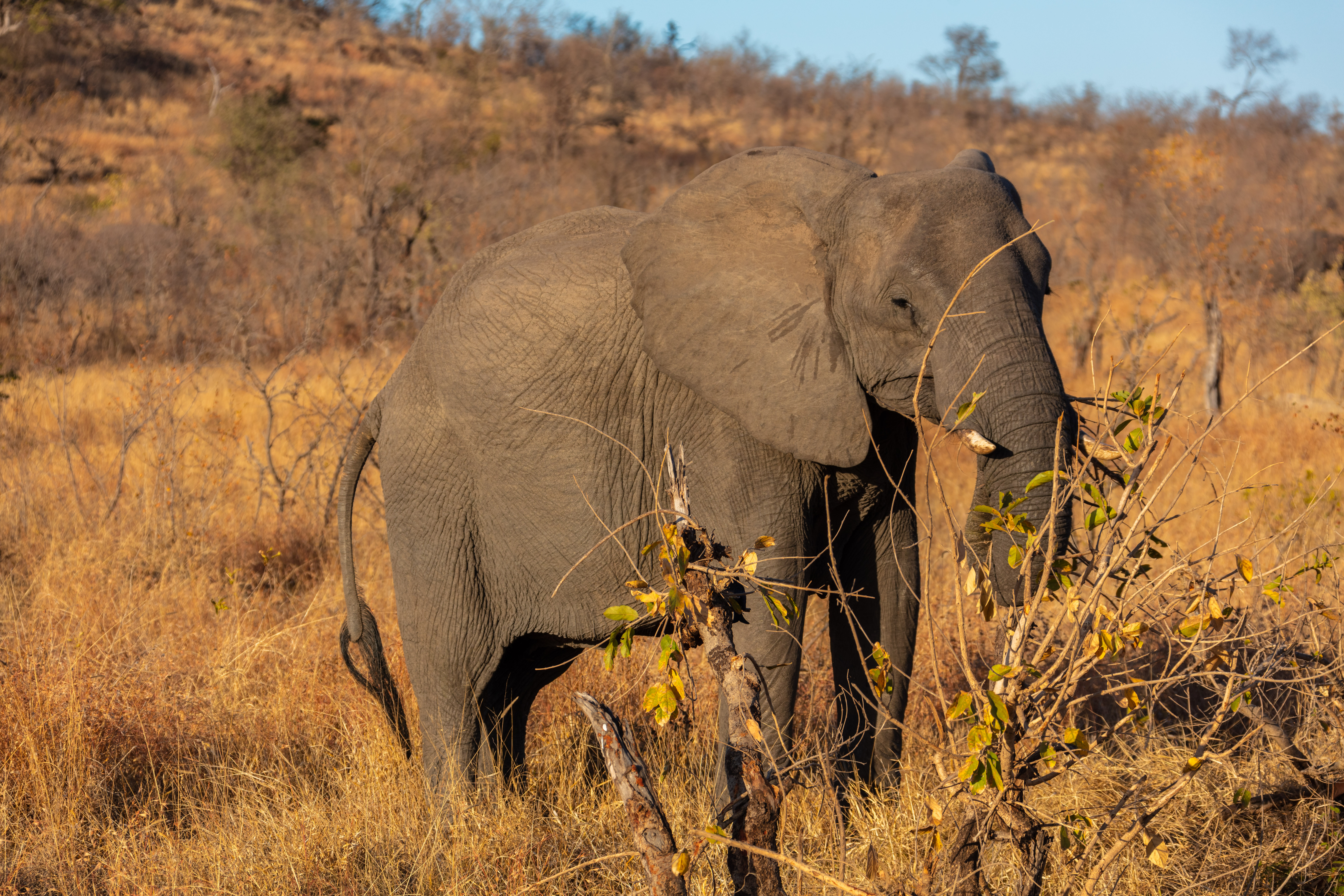
Elefante en el parque nacional Kruger.

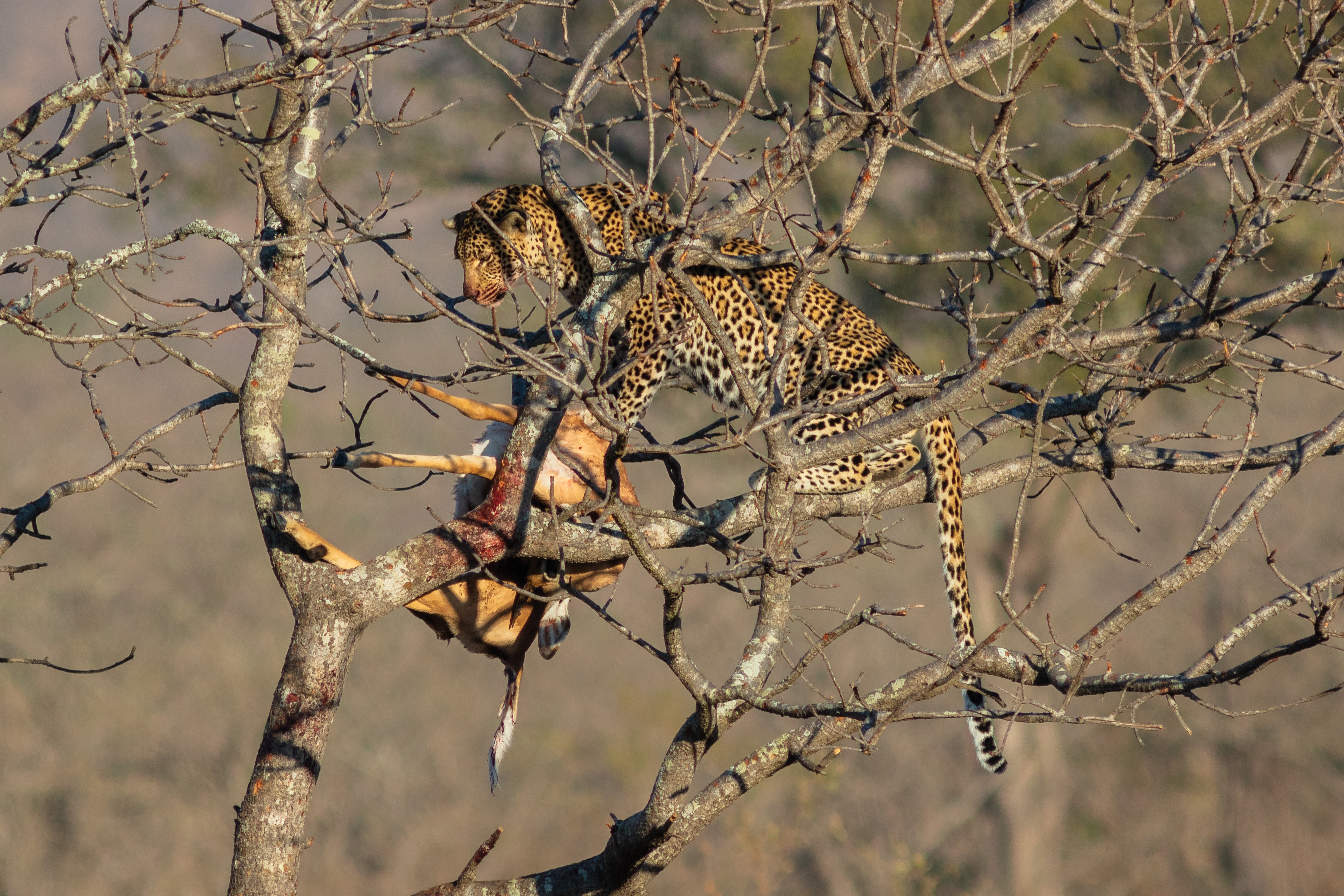
Leopardo devorando un antílope en el parque nacional Kruger.

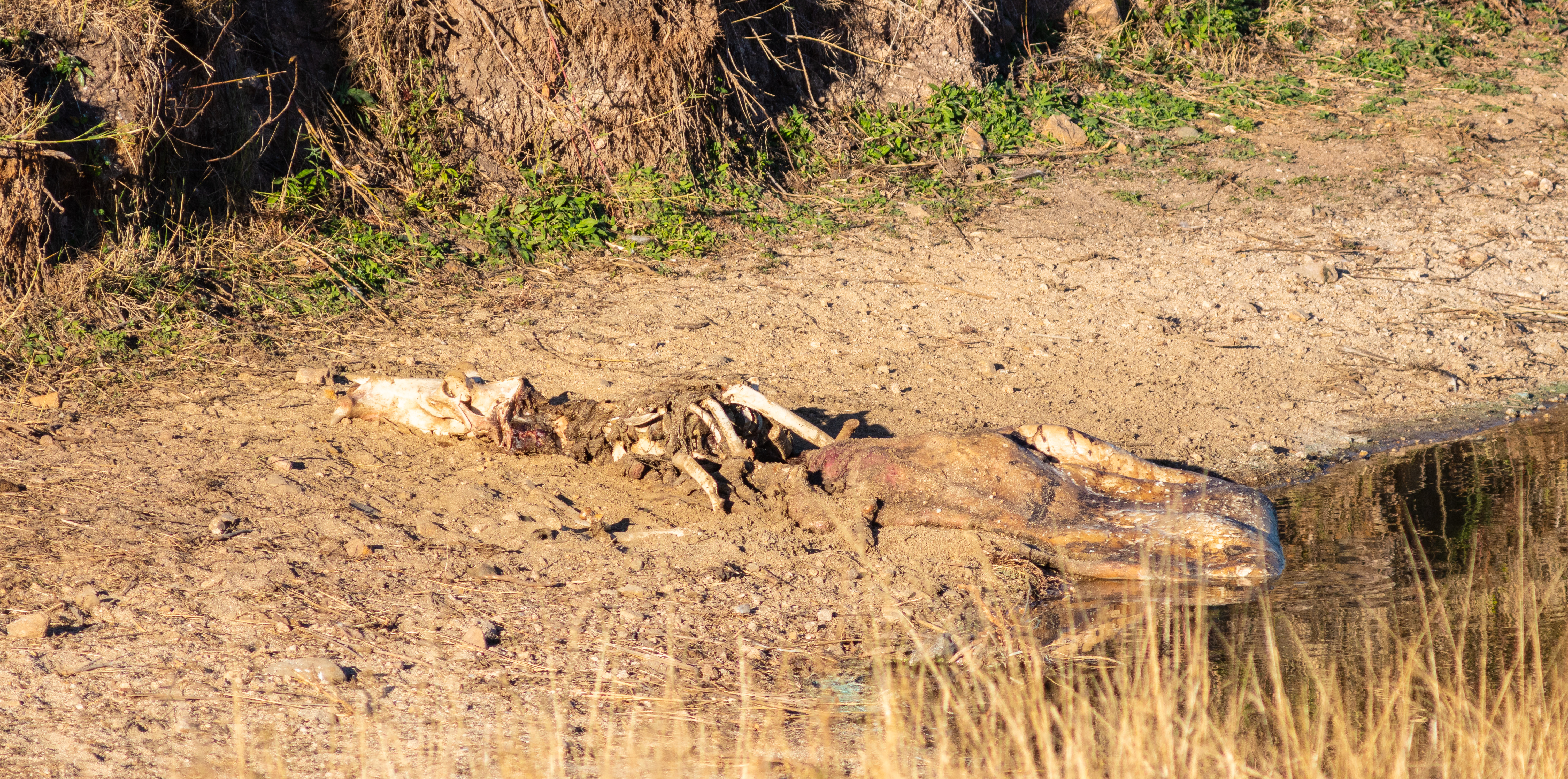
Restos de una cebra de Burchell (Equus quagga burchellii).

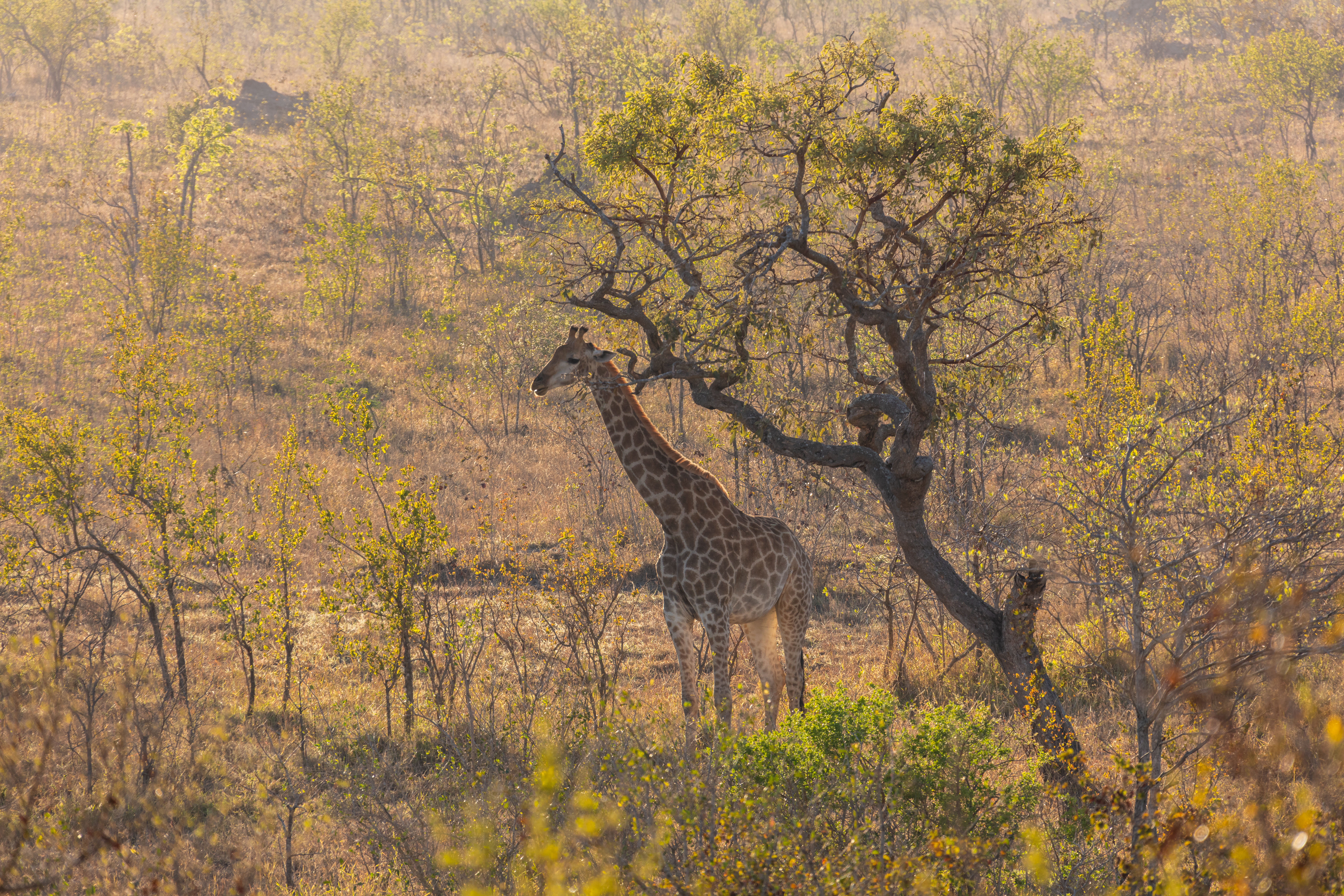
Ejemplar de jirafa (Giraffa camelopardalis) en el parque.

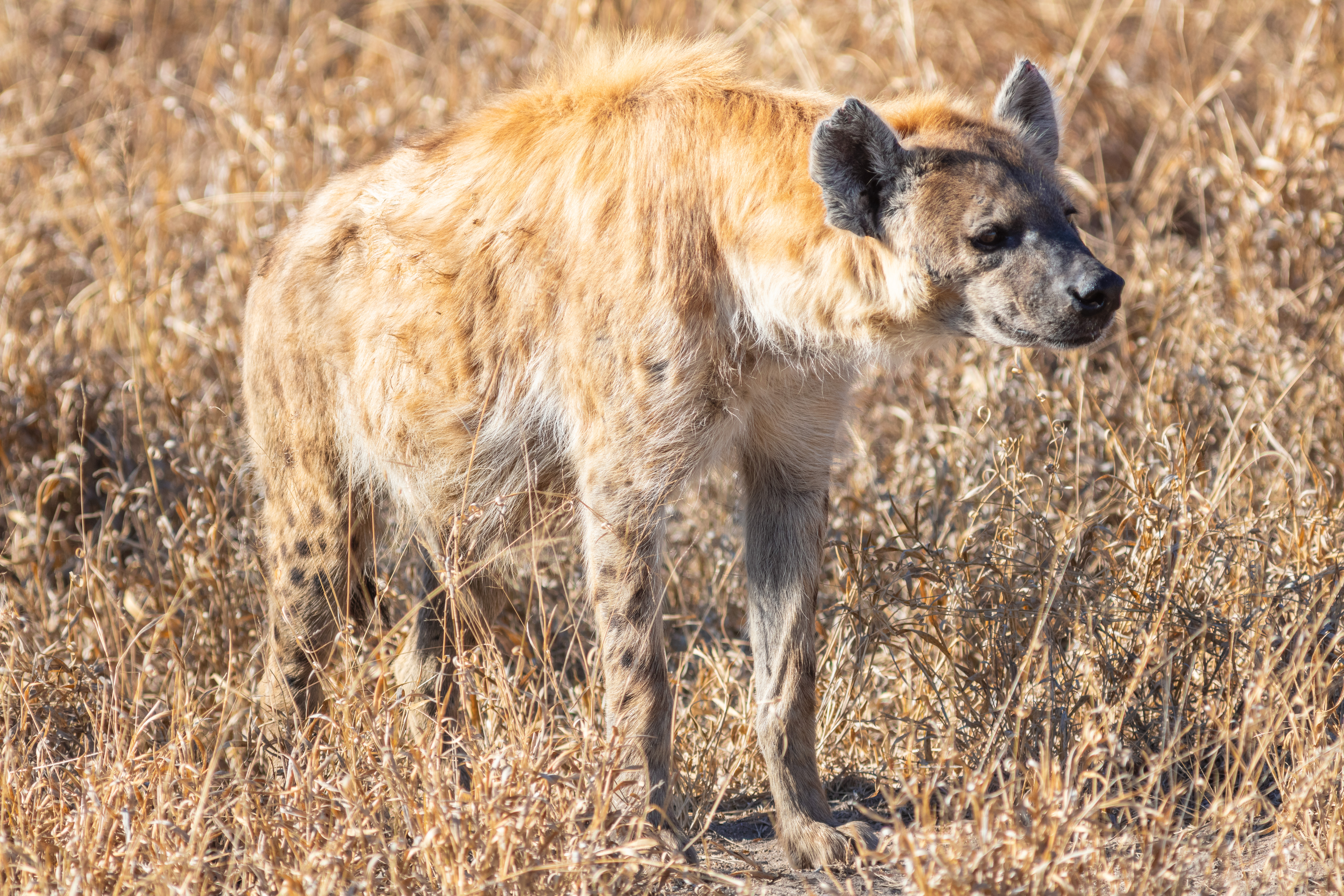
Hiena manchada (Crocuta crocuta), parque nacional Kruger.

## Flora y fauna
- Cebra
- León
- Buey
- Elefante africano
- Suricata
- Hipopótamo
- Búfalo
- Leopardo
- Rinoceronte
- Cuervo
- Cocodrilo
- Guepardo
- Hiena

### Plantas
El parque nacional Kruger se divide en seis ecosistemas: sandveld de Baobabs (Adansonia digitata), matorrales de mopane (Colophospermum mopane), bushveld de knobthorn -marula (Sclerocarya birrea) en Lebombo, matorral de acacias mixtas, bosque en granito de clusterleaf Combretum-plata y bosque ribereño. En conjunto poseen 1982 especies de plantas.

### Aves

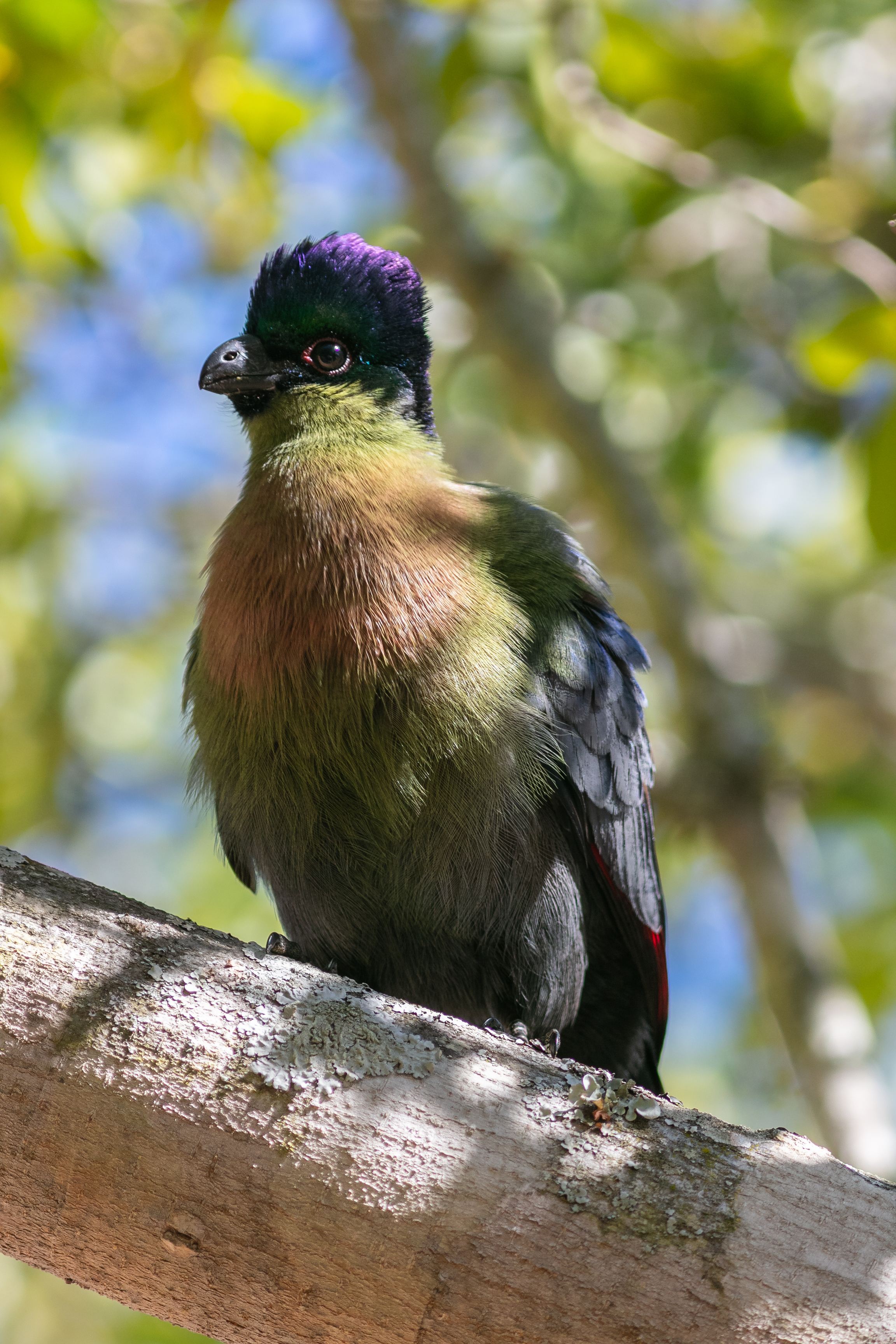
Turaco crestimorado (Tauraco porphlyreolophus), parque nacional Kruger.

De las 517 especies de aves halladas en Kruger, 253 son residentes, 117 migratorias (no para reproducirse) y 147 nómadas.

### Mamíferos
Los animales de caza llamados Big Five (los cinco grandes) se pueden hallar en el parque nacional Kruger, que protege a 147 especies de mamíferos. En el año 2004, el parque contaba con aproximadamente:
- 25.150 búfalos africanos
- 200 licaones
- 350 rinoceronte negro
- 32.000 cebras de Burchell
- 500 antílopes jeroglíficos
- 200 guepardos
- 300 elands comunes
- 9.000 jirafas
- 5.000 kudúes mayores
- 3.000 hipopótamos
- más de 170.000 impalas
- 1.000 leopardos
- 1.000 leones
- 160 reduncas de montaña
- 300 Tragelaphus_angasiis Ñu azul en el Parque Kruger.
- 300 reduncas
- 60 antílopes ruanos
- 550 antílopes sables
- 10.670 elefantes de las sabanas
- 2.000 hienas manchadas
- 200 topis
- 3.800 jabalíes verrugosos
- 5.000 antílopes acuáticos
- 0 rinocerontes blancos
- 17.000 ñúes

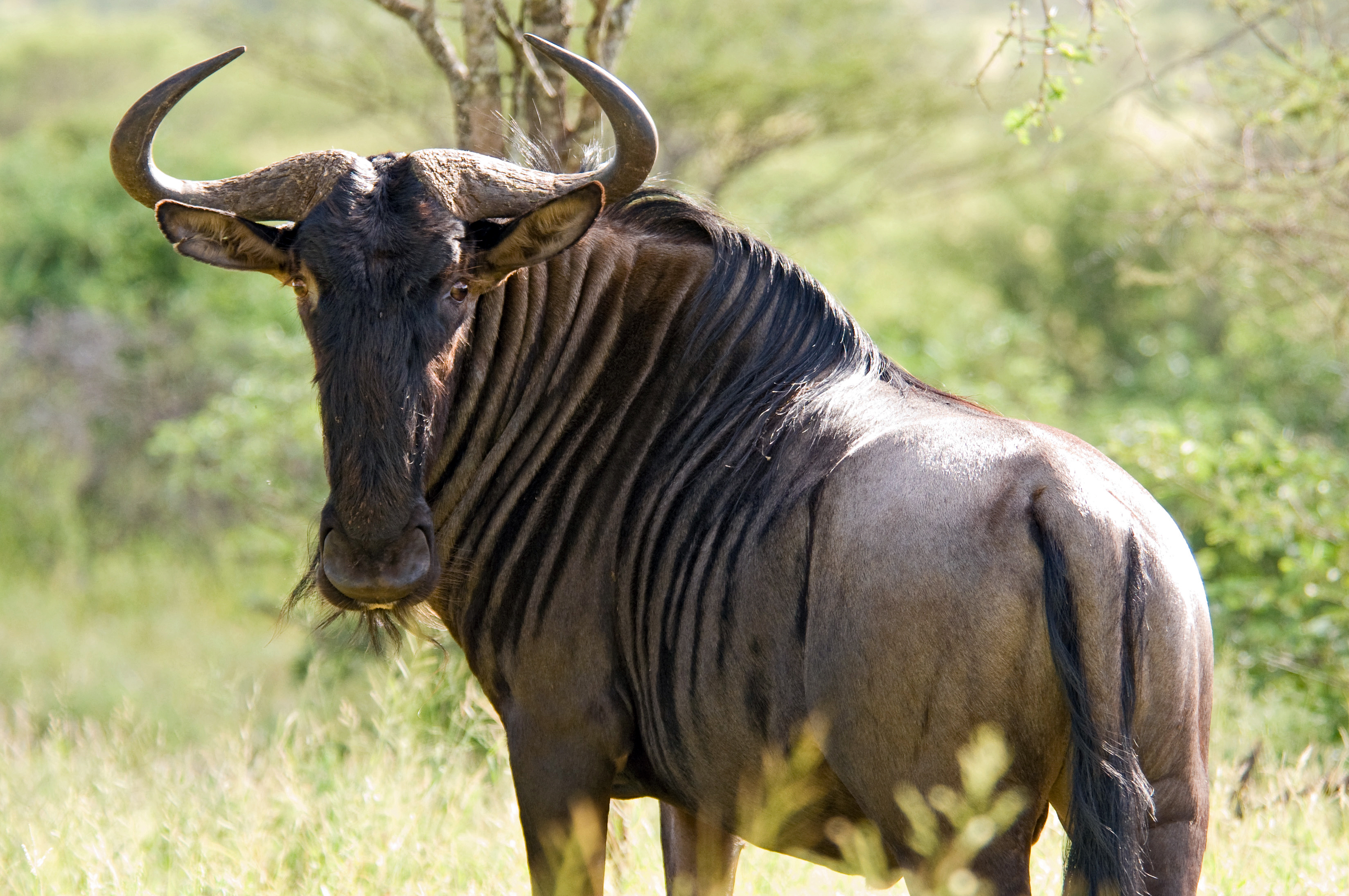
Ñu azul en el Parque Kruger.

El parque dejó de matar elefantes para controlar la población en 1994 e intentó trasladarlos, pero el año 2004 la población había aumentado a 11.670 elefantes. (2006: ± 13.500.) Los hábitats del parque sólo pueden alimentar a cerca de 8.000 elefantes. 
El parque comenzó a utilizar la contracepción anual en 1995, pero debió dejar este programa por problemas en la entrega de los contraceptivos y por las molestias que causaban a las manadas.
El parque nacional Kruger guarda más de 48 toneladas de marfil. Según la Convención de Comercio Internacional de Especies en Peligro de Flora y Fauna Salvajes (CITES, por sus siglas en inglés), se permite la venta de 30 toneladas.

### Reptiles, peces y anfibios
Existen 120 especies de reptiles, entre ellas 3.000 Cocodrilo del Nilo, 52 especies de peces y 35 especies de anfibios.

## Alojamiento
El parque nacional Kruger posee 21 campamentos, así como 7 refugios privados a concesión y 11 refugios privados designados para safari. Las concesiones son parcelas de tierra y son operadas por compañías privadas en asociación con las comunidades, quienes se encargan de la operación de los refugios privados.

### Campamentos
- Balule: situado en el banco sur de Río de los Olifants
- Bateleur
- Berg-en-Dal: este moderno campamento se abrió el 24 de febrero de 1984 y está situado en el banco del Matjulu Spruit en la parte sur del parque. Es el único campamento establecido en un accidentado ambiente montañoso y está construido en el sitio de un asentamiento prehistórico
- Biyamiti: campamento en Bushveld
- Crocodile Bridge: construido en la década de los 1930s sobre el banco del Río del Cocodrilo en la esquina sudeste del parque.
- Letaba: situado en los bancos del río Letaba
- Lower Sabie: situado en el banco de una presa en el río Sabie
- Malelane: uno de los campamentos más pequeños
- Maroela: un campamento pequeño con vista al río Timbavati
- Mopani: construido en 1989 en el banco este de la Presa Pioneer
- Olifants: establecido sobre un acantilado con vista al Río de los Olifants.
- Orpen
- Pretoriuskop: construido en la ruta de los carros desde los yacimientos de oro de Lydenburg hacia la costa y llamado así en honor a Willem Pretorius hijo de Andries Pretorius. Se ubica en la parte más occidental, elevada, fría y húmeda del parque
- Punda Maria: construido en 1919 como un puesto de la policía montada, el nombre de este campamento norteño se debe a una forma incorrecta de la palabra en suajili punda millia, que significa cebra y la señora del primer policía de sección del área JJ Coetzer llamada María. Se convirtió en un campamento en 1933
- Satara: en el siglo XIX, antes de que se declarara la existencia del parque, esta área del lowveld fue un asentamiento de los burgueses de la República de Transvaal. Uno de los sobrevivientes fue un indio que marcó el área actual del Satara en su pama con la palabra india satra, que significa 17
- Sirheni: un campamento pequeño situado en un bosque ribereño a la orilla de la presa Sirheni que es alimentada por el río Mphongolo
- Shimuwini: campamento en Bushveld
- Shingwedzi: aquí se descubrió oro aluvial
- Skukuza: campamento principal del parque nacional Kruger, está ubicado en el banco sur del Río Sabie y pueden dormir 1.000 visitantes en rondaveles, cabañas, unidades con vista al río y grupos de chalets. Aquí ha habido hasta un campo de golf de 9 hoyos. Cuando se fundó en 1902 se llamaba Puente Sabie, pero en 1936 cambió al nombre de Stevenson-Hamilton en shangaan, Skukuza se puede traducir como "el que voltea limpio" o "el que vuelve todo boca abajo".
- Talamati
- Tamboti campamento de Tiendas de Campaña: Un campamento de tiendas pequeño establecido en un banco de una curva del río Timbavati
- Tsendze campamento rústico: un campamento pequeño que se abrió en noviembre de 2006. Se localiza cerca de la zona de pic-nic Mooiplaas, a unos 7 km desde Mopani que lo administra

### Sendas en la Naturaleza Salvaje
Las siete sendas para caminata ofrecen 2 días y 3 noches de soledad en los arbustos, en áreas de la Naturaleza salvaje virtualmente intactas por los humanos. No hay sendas establecidas en las áreas salvajes, se camina en rutas hechas por los animales o se busca nuevas rutas entre los arbustos. Andar a pie por el Parque permite un contacto con la fauna y la flora directo, intenso y distinto del que se tiene cuando se visita el Parque en todoterreno.
Los grupos cuentan con aproximadamente 8 participantes, acompañados por un ranger, su ayudante (ambos armados con rifles) y un cocinero. Se pernocta en chozas de madera con dos camas individuales, agrupadas en pequeños campamentos dispersos por el parque.
Debido a la gran demanda y al número muy limitado de plazas disponibles, se recomienda reservar con mucha antelación.
Las sendas son las siguientes:
- Bushman: cerca de Berg-en-Dal
- Metsi-Metsi: cerca de la Presa Orpen y la Montaña N'wamuriwa
- Napi: entre Skukuza y Pretoriuskop
- Nyalaland: al norte de Punda Maria, cerca del río Luvuvhu
- Olifants: cerca del Campamento Olifants, sobre el río Olifants
- Sweni: cerca de N'wanetsi
- Wolhuter: entre Berg-en-Dal y Pretoriuskop

### Refugios Independientes
- Boulders Bush Lodge
- Roodewal Bush Lodge
- The Outpost Lodge: situado en la Esquina de Crook

### Concesiones Privadas de Refugios
- Imbali: 100 km² de concesión con:
  - Imbali Safari Lodge: en los bancos del río Nwatswitswonto
  - Hoyo Hoyo Tsonga Lodge: establecido como una villa tradicional tsonga en los bancos del río Mluwati
- Hamilton's Tented Camp
- Jock Safari Lodge: fue el primer refugio privado en el parque y el grupo Mantis Shamwari posee esta concesión de 60 km² entre Pretoriuskop y Lower Sabie. Tiene 12 suites en el refugio
- Lukimbi: Situado en el río Lwakahle en una concesión de 150 km² en la parte sur del parque cerca de Malelane
- Mutale
- Ngala Tented Safari Camp: posee 147 km² de concesión
- Rhino Walking Safaris: es la única concesión privada que maneja una senda en la Naturaleza salvaje del parque, con los derechos exclusivos de 120 km². También incluye:
  - Rhino Post Safari Lodge: un refugio 5 estrellas
- Singita Lebombo Lodge: esta concesión de 150 km² es llevada por el Grupo de Refugios Singita. Este refugio se halla en la ribera sur del río Nwanetsi, al este de Satara cerca de las montañas Lebombo en el límite este del parque
- Tinga: 50 km² de concesión con dos refugios:
  - Narina Lodge
  - Legends Lodge